# Lijst van personen geboren in 1949
Dit is een lijst van bekende personen geboren in 1949.

### januari

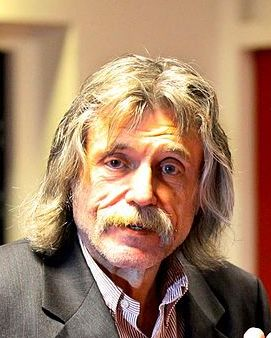
Johan Derksen,
geboren op 31 januari

- 1 - Roel Bentz van den Berg, Nederlands programmamaker en schrijver
- 1 - Bert Cremers, Nederlands politicus (overleden 2021)
- 1 - Rascha Peper, Nederlands schrijfster (overleden 2013)
- 2 - Leijn Loevesijn, Nederlands wielrenner
- 2 - Iris Marion Young, Amerikaans feministe (overleden 2006)
- 4 - Mick Mills, Engels voetballer
- 4 - Ben Verhagen, Nederlands striptekenaar
- 5 - John O'Creagh, Amerikaans acteur (overleden 2016)
- 6 - Rudolf van den Berg, Nederlands filmregisseur (overleden 2025)
- 6 - Guy van Grinsven, Nederlands fotograaf, tijdschriftuitgever en presentator (overleden 2021)
- 6 - Alphons Levens, Surinaams dichter en schrijver (overleden 2023)
- 9 - Mary Roos, Duits schlagerzangeres
- 10 - Kemal Derviş, Turks econoom, bestuurder en politicus (overleden 2023)
- 10 - George Foreman, Amerikaans bokser en evangelist (overleden 2025)
- 10 - Linda Lovelace, Amerikaans pornoactrice (overleden 2002)
- 12 - Pablo Escobar, Colombiaans drugsbaron (overleden 1993)
- 12 - William Esposo, Filipijns journalist en columnist (overleden 2013)
- 12 - Ottmar Hitzfeld, Duits voetballer en voetbalcoach
- 12 - Hamadi Jebali, Tunesisch politicus
- 12 - Haruki Murakami, Japans schrijver
- 12 - Henk de Velde, Nederlands zeezeiler (overleden 2022)
- 14 - Nadezjda Iljina, Sovjet-Russisch atlete (overleden 2013)
- 15 - Tsjêbbe Hettinga, Fries dichter (overleden 2013)
- 15 - Willibrord van Beek, Nederlands politicus (VVD)
- 16 - Roger Mobley, Amerikaans acteur
- 17 - Heinz Bigler, Zwitsers voetballer (overleden 2021)
- 17 - Andy Kaufman, Amerikaans entertainer (overleden 1984)
- 17 - Dick Nanninga, Nederlands voetballer (overleden 2015)
- 17 - Mick Taylor, Brits muzikant (onder andere The Rolling Stones)
- 19 - Dennis Taylor, Noord-Iers snookerspeler
- 19 - Arend Langenberg, Nederlands nieuwslezer en voice-over (overleden 2012)
- 20 - Göran Persson, Zweeds politicus; premier 1996-2006
- 20 - Flip Veldmans, Nederlands componist en organist (overleden 2018)
- 21 - André Bonthuis, Nederlands politicus
- 22 - Phil Miller, Brits gitarist (overleden 2017)
- 23 - Bert Verhoeff, Nederlands fotojournalist
- 24 - John Belushi, Amerikaans acteur (The Blues Brothers) (overleden 1982)
- 25 - Maaike Meijer, Nederlands neerlandica en literatuurwetenschapper
- 25 -  Frans Verpoorten jr., Nederlands fotograaf (overleden 2025)
- 27 - Per Røntved, Deens voetballer (overleden 2023)
- 28 - Oeki Hoekema, Nederlands voetballer
- 29 - Jevgeni Lovtsjev, Sovjet voetballer
- 30 - Peter Agre, Amerikaans bioloog en Nobelprijswinnaar
- 30 - Chicão, Braziliaans voetballer (overleden 2008)
- 31 - Johan Derksen, Nederlands voetballer en voetbaljournalist
- 31 - Juan Francisco Escobar, Paraguayaans voetbalscheidsrechter

### februari

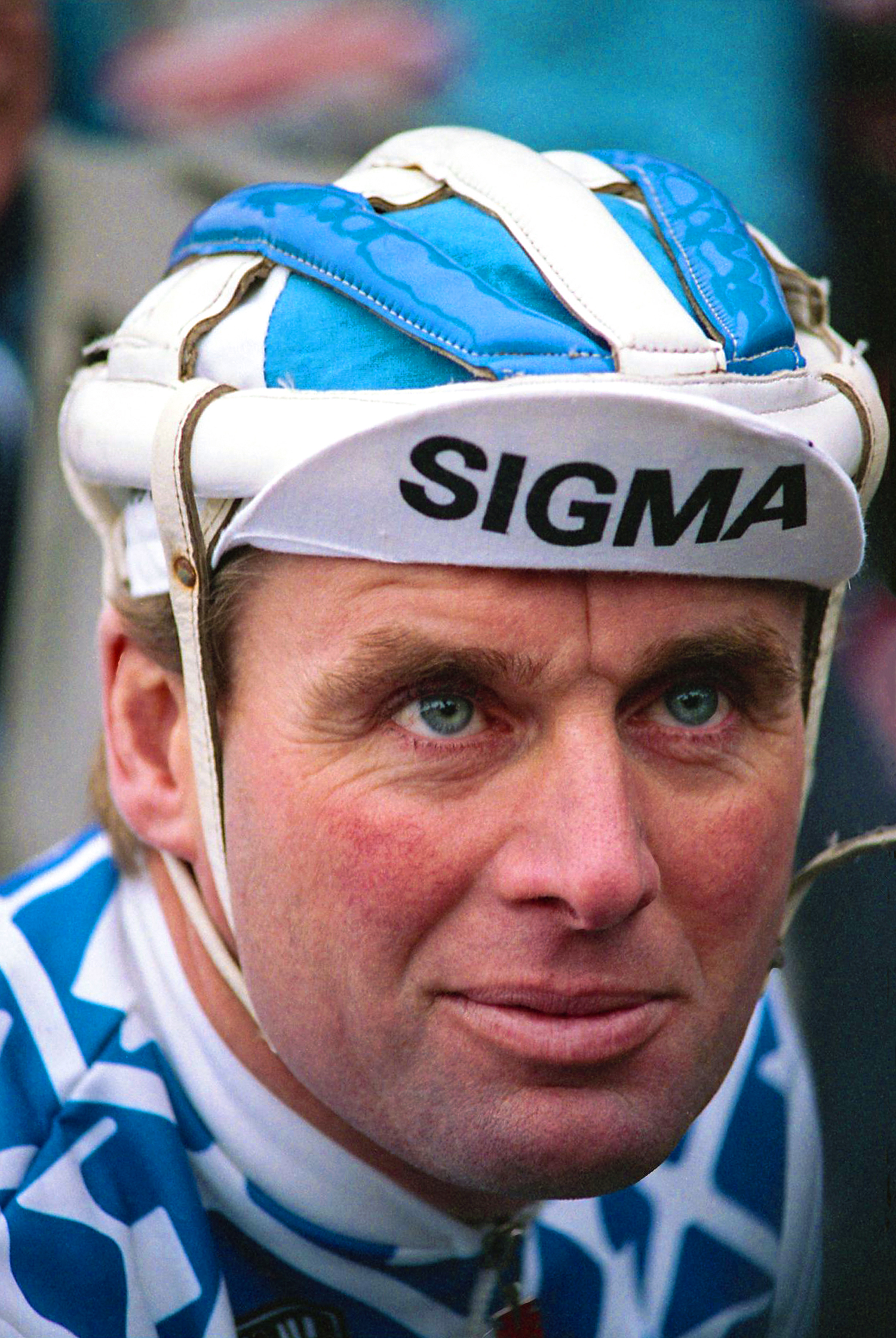
Hennie Kuiper
geboren op 3 februari

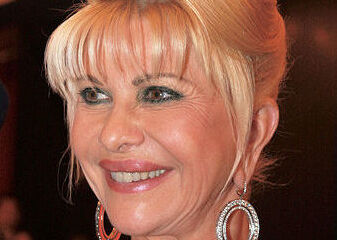
Ivana Trump,
geboren op 20 februari

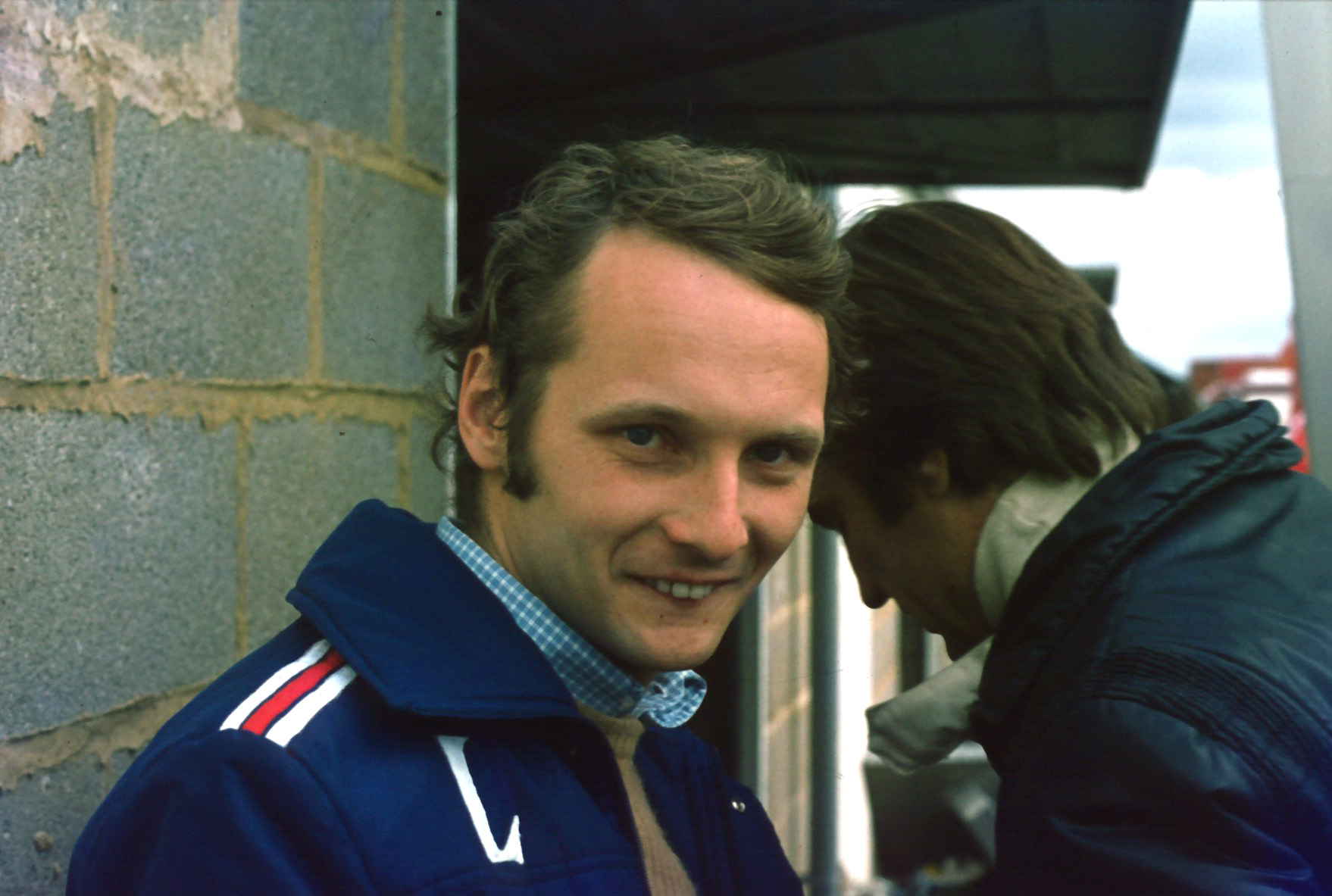
Niki Lauda,
geboren op 22 februari

- 1 - Luk Bral, Belgisch zanger, kunstschilder en kleinkunstenaar (overleden 2020)
- 1 - Franco Causio, Italiaans voetballer
- 1 - Bea Meulman, Nederlands actrice (overleden 2015)
- 1 - Aggie Terlingen, Nederlands cabaretière
- 2 - Luc Marreel, Belgisch darter
- 2 - Brent Spiner, Amerikaans acteur
- 2 - Simón Vélez, Colombiaans architect
- 3 - Oscar Benton, Nederlands zanger (overleden 2020)
- 3 - Hennie Kuiper, Nederlands wielrenner en ploegleider
- 4 - Basílio, Braziliaans voetballer
- 5 - Kurt Beck, Duits politicus
- 6 - Jannes Munneke, Nederlands roeier
- 7 - Paul Couter, Belgisch gitarist (overleden 2021)
- 7 - Daniel Jeandupeux, Zwitsers voetballer en voetbalcoach
- 7 - Bert Sommer, Amerikaans singer-songwriter en acteur (overleden 1990)
- 9 - Judith Light, Amerikaans actrice
- 12 - John Blankenstein, Nederlands voetbalscheidsrechter (overleden 2006)
- 12 - Marion Hänsel, Belgisch actrice en regisseuse (overleden 2020)
- 14 - Eimert van Middelkoop, Nederlands politicus (ChristenUnie)
- 15 - Jean Demannez, Belgisch politicus (SP) (overleden 2021)
- 15 - Marc Heck, Belgisch atleet
- 15 - Francisco Maturana, Colombiaans voetballer en voetbalcoach
- 16 - Dorus Vrede, Surinaams dichter en schrijver
- 17 - Peter Piot, Vlaams arts, mede-ontdekker van het ebolavirus en activist tegen aids
- 18 - Pat Fraley, Amerikaans stemacteur
- 18 - M.M. Schoenmakers, Nederlands schrijver
- 19 - Gennadi Korsjikov, Russisch roeier
- 20 - Ivana Trump, Tsjechoslowaaks-Canadees sportvrouw, model en zakenvrouw; ex-vrouw van Donald Trump (overleden 2022)
- 20 - Stefan Waggershausen, Duits zanger, muziekproducer en auteur
- 21 - Ronnie Hellström, Zweeds voetballer (overleden 2022)
- 21 - Enrique Wolff, Argentijns voetballer
- 22 - Niki Lauda, Oostenrijks autocoureur (overleden 2019)
- 26 - Elizabeth George, Amerikaans thrillerschrijfster

### maart

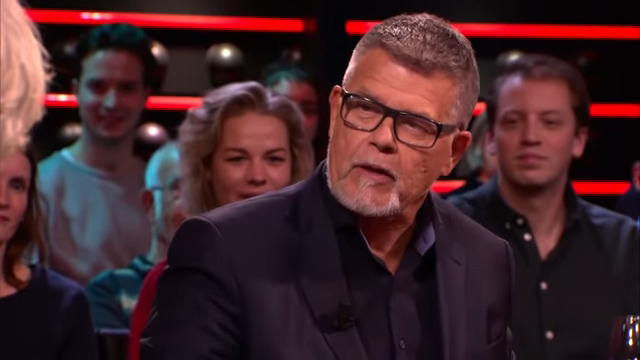
Emile Ratelband,
geboren op 11 maart

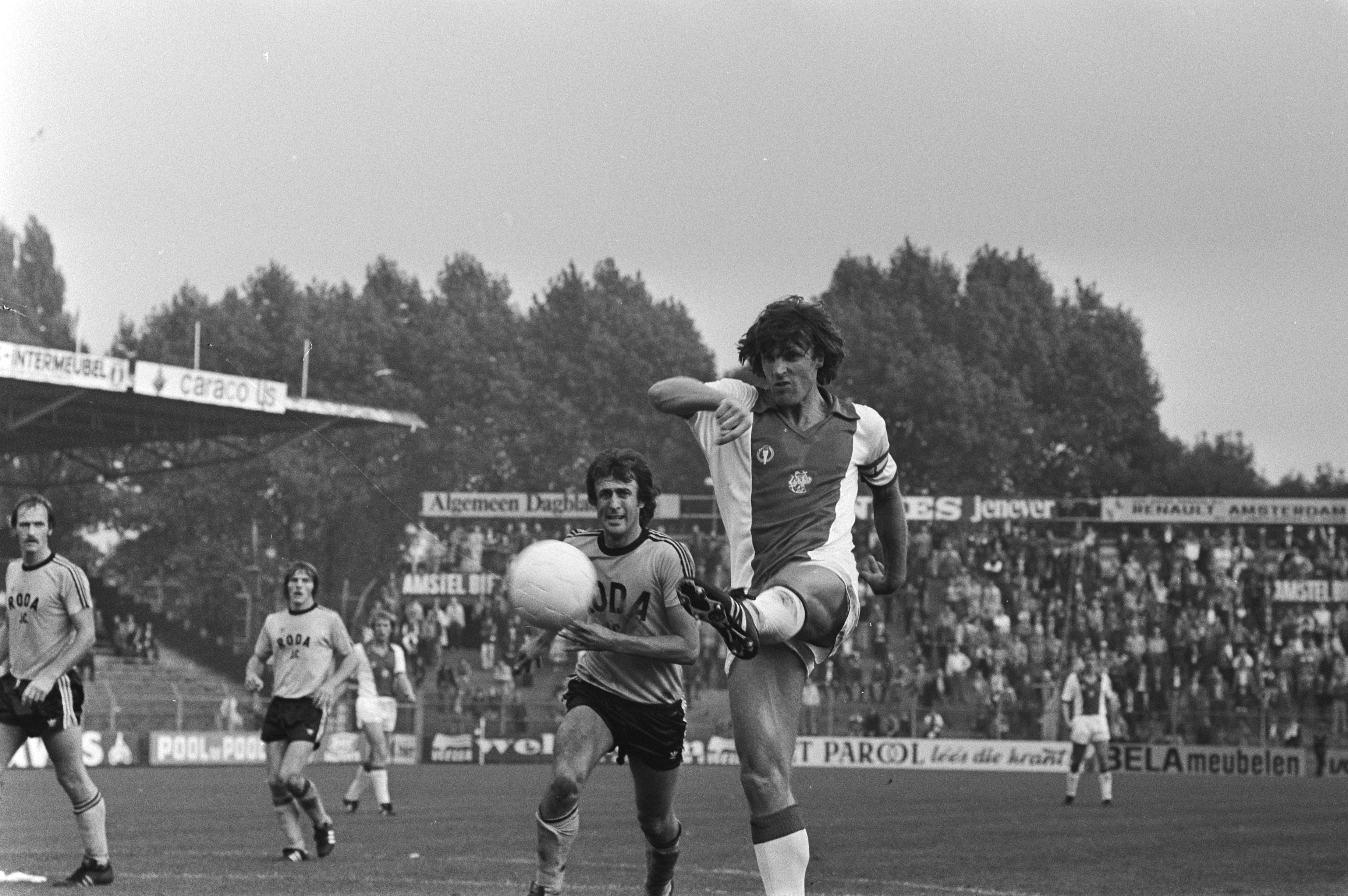
Ruud Krol
geboren op 24 maart

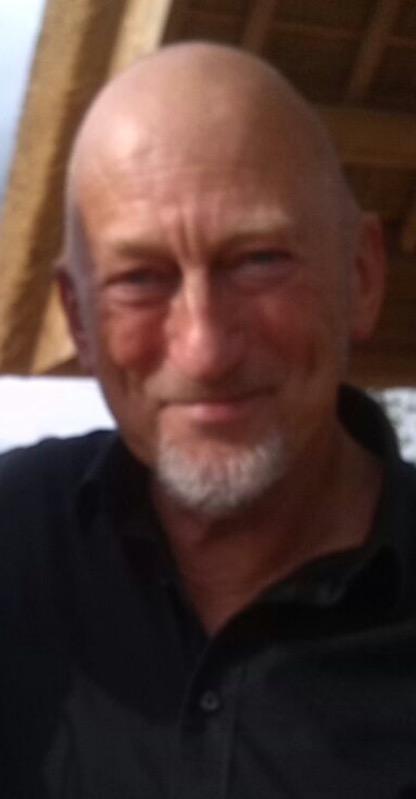
Gerard van Maasakkers,
geboren op 26 maart

- 2 - Gates McFadden, Amerikaans actrice
- 2 - René Retèl, Nederlands acteur
- 2 - Erik de Zwaan, Nederlands gitarist (overleden 1984)
- 6 - Shaukat Aziz, Pakistaans politicus
- 6 - Nizar Rayan, leider Hamas (overleden 2009)
- 6 - Theo Timmer, Nederlands motorcoureur
- 7 - Fidel Herrera Beltrán, Mexicaans politicus (overleden 2025)
- 7 - Tryntsje Slagman-Bootsma, Nederlands politica en burgemeester
- 8 - Teófilo Cubillas, Peruviaans voetballer
- 8 - Karel Lismont, Belgisch atleet
- 8 - Sergio Messen, Chileens voetballer (overleden 2010)
- 8 - Cees Veerman, Nederlands politicus, minister van Landbouw, Natuur en Voedselkwaliteit
- 9 - Kalevi Aho, Fins componist
- 9 - Henk Kesler, Nederlands advocaat en sportbestuurder
- 10 - Leen de Broekert, Nederlands pianist en organist (overleden 2009)
- 11 - Richard de Bois, Nederlands componist en liedjesschrijver (overleden 2008)
- 11 - Emile Ratelband, Nederlands entertainer
- 12 - Charles Levin, Amerikaans acteur (overleden 2019)
- 13 - Joeri Skobov, Russisch langlaufer (overleden 2024)
- 13 - Emmy Verhey, Nederlands violiste
- 15 - Gerard Arninkhof, Nederlands nieuwslezer bij het NOS-journaal
- 15 - Bram Zeegers, Nederlands advocaat (overleden 2007)
- 17 - Patrick Duffy, Amerikaans acteur
- 18 - Karin Adelmund, Nederlands politica en vakbondsbestuurder (overleden 2005)
- 18 - Alex Higgins, Noord-Iers snookerspeler (overleden 2010)
- 18 - Benny Johansen, Deens voetballer en voetbalcoach
- 18 - Jacques Secrétin, Frans tafeltennisser (overleden 2020)
- 19 - Hans Jorritsma, Nederlands hockeyer, hockeybondscoach en manager Nederlands voetbalelftal
- 20 - Willy Abbeloos, Belgisch wielrenner
- 20 - Lieve Ducatteeuw, Belgisch atleet
- 21 - Rolf-Dieter Amend, Duits kanovaarder (overleden 2022)
- 21 - Slavoj Žižek, Sloveens filosoof, socioloog en cultuurcriticus
- 22 - Fanny Ardant, Frans actrice en regisseuse
- 23 - Ric Ocasek, Amerikaans zanger en gitarist (The Cars)
- 24 - Richard Biefnot, Belgisch (Waals) volksvertegenwoordiger (overleden 2020)
- 24 - Ruud Krol, Nederlands voetballer en voetbaltrainer
- 26 - Gerard van Maasakkers, Nederlands zanger
- 26 - Patrick Süskind, Duits schrijver
- 26 - Jos Van Oosterwyck, Vlaams muziekkenner
- 27 - Peter van der Hurk, Nederlands paragnost (overleden 2025)
- 27 - John Lagrand, Nederlands muzikant (overleden 2005)
- 27 - Patrick Moenaert, Belgisch politicus en bestuurder (overleden 2024)
- 27 - Dubravka Ugrešić, Kroatisch-Nederlands schrijfster en literatuurwetenschapper (overleden 2023)
- 28 - Josephine Chaplin, Amerikaans actrice (overleden 2023)
- 29 - Henk Aalderink, Nederlands burgemeester  (overleden 2015)
- 29 - Dave Greenfield, Brits toetsenist The Stranglers (overleden 2020)
- 29 - Yuri Stern, Joods-Russisch-Israëlisch econoom, politicus en journalist (overleden 2007)
- 30 - Lene Lovich, Amerikaans zangeres en saxofoniste
- 30 - Eric Swinkels, Nederlands kleiduivenschutter

### april

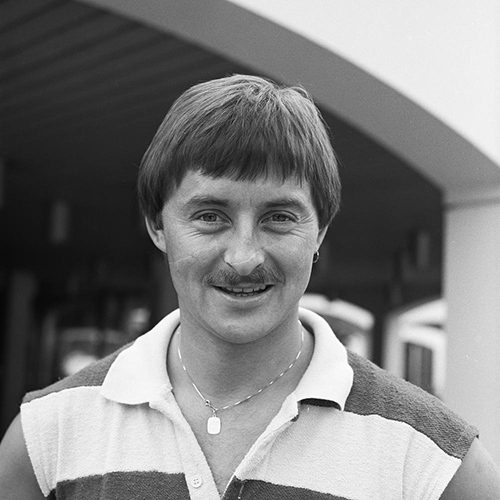
Jan Keizer,
geboren op 3 april

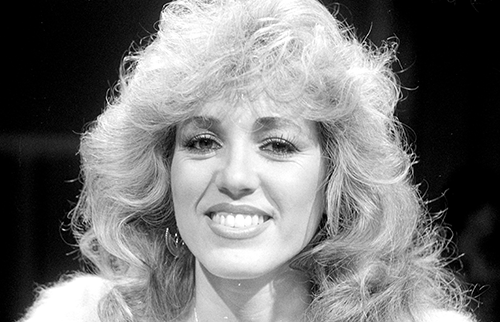
Patricia Paay,
geboren op 7 april

- 1 - Paul Manafort, Amerikaans jurist, lobbyist en politiek raadgever
- 2 - Jacques Mortier, Belgisch atleet
- 2 - Leoni Sipkes, Nederlands politica en bestuurder
- 3 - Jan Keizer, Nederlands zanger (onder andere BZN)
- 5 - John Berg, Amerikaans acteur (overleden 2007)
- 5 - Marjon Lambriks, Nederlands sopraan
- 6 - Patrick Hernandez, Frans zanger
- 6 - Horst Ludwig Störmer, Duits natuurkundige en Nobelprijswinnaar
- 7 - Patricia Paay, Nederlands zangeres
- 7 - Nelly Sindayen, Filipijns journalist (overleden 2009)
- 8 - Vladimir Dolbonosov, Sovjet voetballer (overleden 2014)
- 9 - Sorcha Cusack, Iers actrice
- 9 - Ynskje Penning, Nederlands schrijfster en beeldhouwster
- 11 - Dorothy Allison, Amerikaans schrijfster (overleden 2024)
- 12 - Ibrahim Mahlab, Egyptisch bouwbestuurder en premier
- 12 - Scott Turow, Amerikaans schrijver
- 12 - Dirk Witteveen, Nederlands bankier (overleden 2007)
- 13 - Jean-Jacques Favier, Frans ruimtevaarder (overleden 2023)
- 14 - Dennis Bryon, Brits drummer (overleden 2024)
- 16 - Astrid Nijgh, Nederlands zangeres
- 16 - Marc Vervenne, Belgisch theoloog
- 18 - Peter Caffrey, Iers acteur (overleden 2008)
- 20 - Veronica Cartwright, Engels actrice
- 20 - Massimo D'Alema, Italiaans journalist en politicus
- 20 - Jessica Lange, Amerikaans actrice
- 20 - Bernard Quilfen, Frans wielrenner en ploegleider (overleden 2022)
- 21 - Steve Dorff, Amerikaans songwriter, producer, muziekregisseur en zanger
- 21 - Hella de Jonge, Nederlands beeldhouwster en schrijfster
- 21 - Sheila de Vries, Nederlands modeontwerpster
- 22 - Spencer Haywood, Amerikaans basketballer
- 23 - John Miles, Brits zanger ("Music") (overleden 2021)
- 24 - Emile Dewil, Belgisch atleet
- 24 - Hein Meens, Nederlands tenor en dirigent (overleden 2012)
- 24 - Henk Tiesinga, Nederlands politicus en bestuurder (overleden 2023)
- 25 - George Thé, Nederlands muzikant (George Baker Selection)
- 26 - Fernando Ferretti, Braziliaans voetballer (overleden 2011)
- 26 - Johan van Oeveren, Nederlands dirigent en organist
- 27 - Carry Abbenhues, Nederlands burgemeester
- 27 - Douglas Sheehan, Amerikaans acteur (overleden 2024)
- 28 - Paul Guilfoyle, Amerikaans televisie- en filmacteur
- 28 - Vladimir Ivanov, (Sovjet-)Russisch langebaanschaatser
- 28 - Bruno Kirby, Amerikaans acteur (overleden 2006)
- 28 - Peter Reber, Zwitsers singer-songwriter
- 28 - Guus Swillens, Nederlands politicus
- 30 - António Guterres, Portugees politicus; secretaris-generaal der VN

### mei
- 1 - Luc Carlier, Belgisch atleet

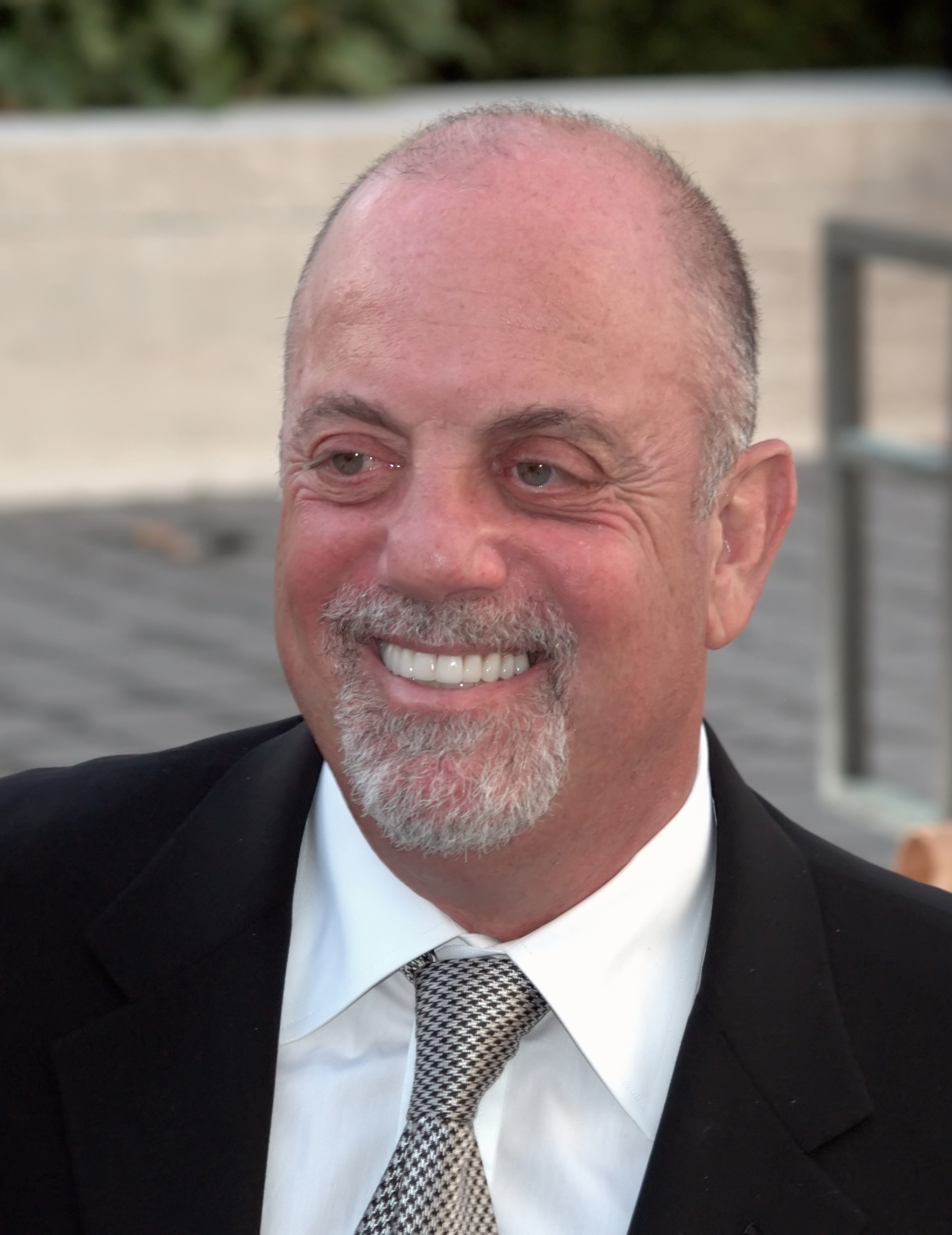
Billy Joel,
geboren op 9 mei

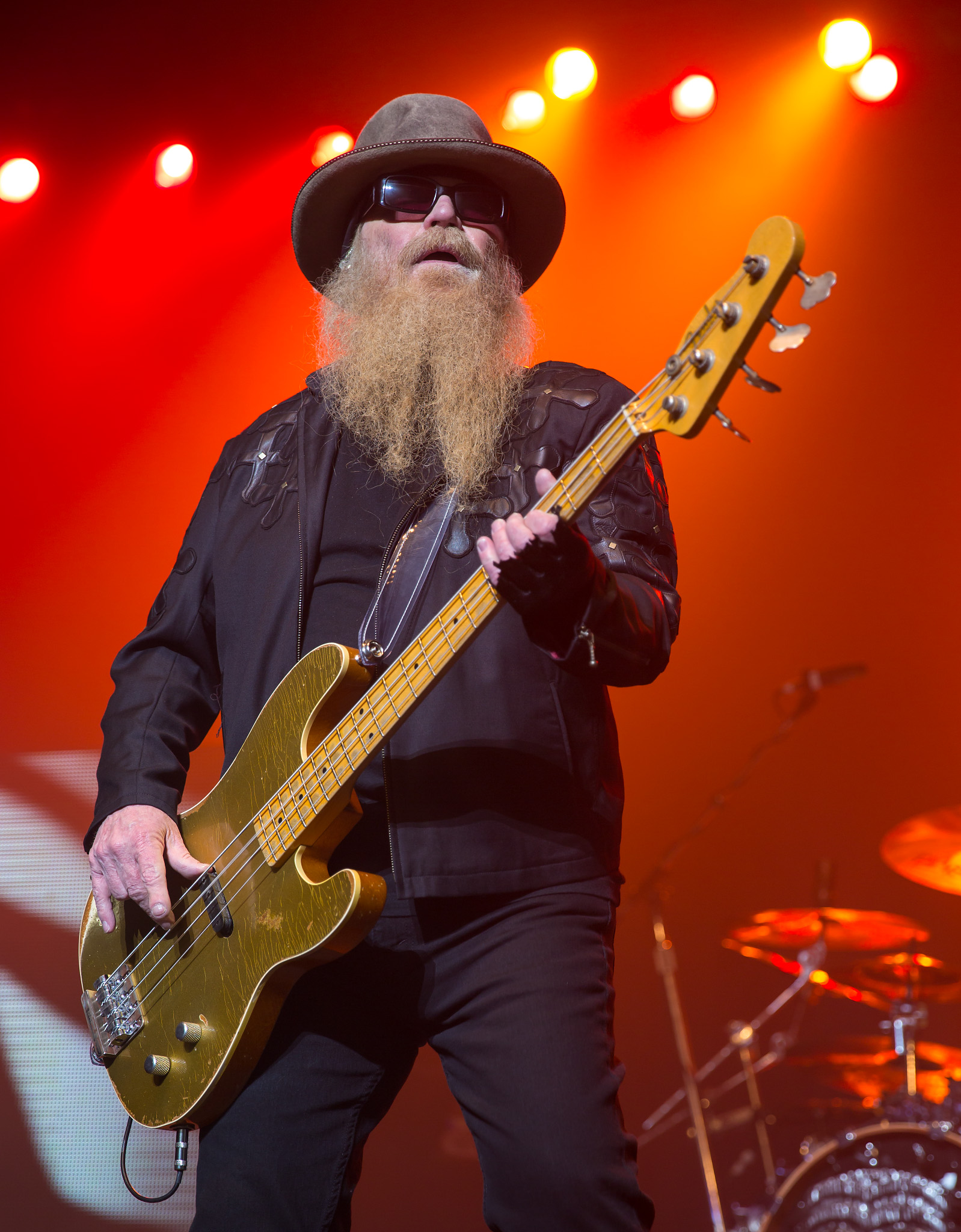
Dusty Hill
geboren op 19 mei

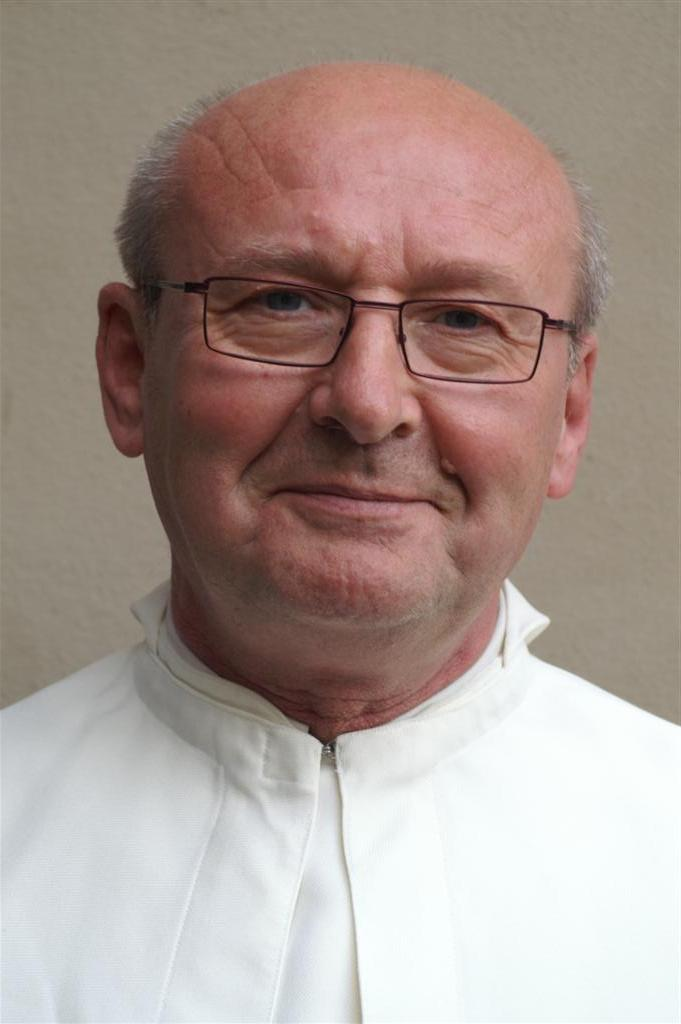
Denis Hendrickx,
geboren op 24 mei

- 2 - Zdenko Verdenik, Sloveens voetbalcoach
- 3 - Leopoldo Luque, Argentijns voetballer (overleden 2021)
- 4 - Gerrit-Jan van Otterloo, Nederlands parlementariër
- 4 - Graham Swift, Engels schrijver
- 8 - Hugo Sotil, Peruviaans voetballer (overleden 2024)
- 9 - Billy Joel, Amerikaans zanger
- 10 - Robert Kreis, Nederlands cabaretier
- 10-  Miuccia Prada, Italiaans modeontwerpster
- 11 - Herman Klitsie, Nederlands politicus
- 13 - Gregory Areshian, Armeens archeoloog (overleden 2020)
- 13 - Zoë Wanamaker, Amerikaans actrice
- 14 - Johan Schans, Nederlands zwemmer
- 15 - Frank Culbertson, Amerikaans astronaut
- 16 - Herbert Rittberger, Duits motorcoureur
- 16 - Bill Spooner, Amerikaans musicus
- 17 - Alphonse Constantin, Belgisch voetbalscheidsrechter
- 18 - José Maria Rodrigues Alves, Braziliaans voetballer bekend als Zé Maria
- 18 - Anton Stipančić, Kroatisch tafeltennisser (overleden 1991)
- 19 - Ashraf Ghani, Afghaans president
- 19 - Dusty Hill, Amerikaans bassist van ZZ Top (overleden 2021)
- 19 - Pieter Nouwen, Nederlands journalist en schrijver (overleden 2007)
- 20 - Chiel van Praag, Nederlands tv-presentator
- 21 - Ad van Liempt, Nederlands journalist, publicist en programmamaker
- 21 - Arno (Hintjens), Belgisch rockzanger (overleden 2022)
- 22 - Harry de Winter, Nederlands producent en presentator (overleden 2023)
- 23 - Alan García, Peruviaans politicus en president (overleden 2019)
- 24 - Jim Broadbent, Brits acteur
- 24 - Denis Hendrickx, Nederlands norbertijn en abt
- 24 - Aurelio De Laurentiis, Italiaans filmproducent en voetbalbestuurder
- 24 - Pamela Teves, Nederlands actrice
- 25 - Marlies Cordia, Nederlands hoorspelregisseuse (overleden 2022)
- 25 - Anne Van Rensbergen, Belgisch atlete
- 26 - Jeremy Corbyn, Brits politicus
- 26 - Ward Cunningham, Amerikaans computerprogrammeur (uitvinder van het wikiwiki-concept)
- 26 - Pam Grier, Amerikaans actrice
- 26 - Hank Williams jr., Amerikaans countryzanger en songwriter
- 27 - Thea de Roos-van Rooden, Nederlandse geschiedkundige en politica
- 29 - Elt Drenth, Nederlands zwemmer (overleden 1998)
- 29 - Francis Rossi, Brits gitarist en zanger (Status Quo)
- 30 - Kika Mol, Nederlands actrice en presentatiecoach
- 31 - Tom Berenger, Amerikaans acteur

### juni

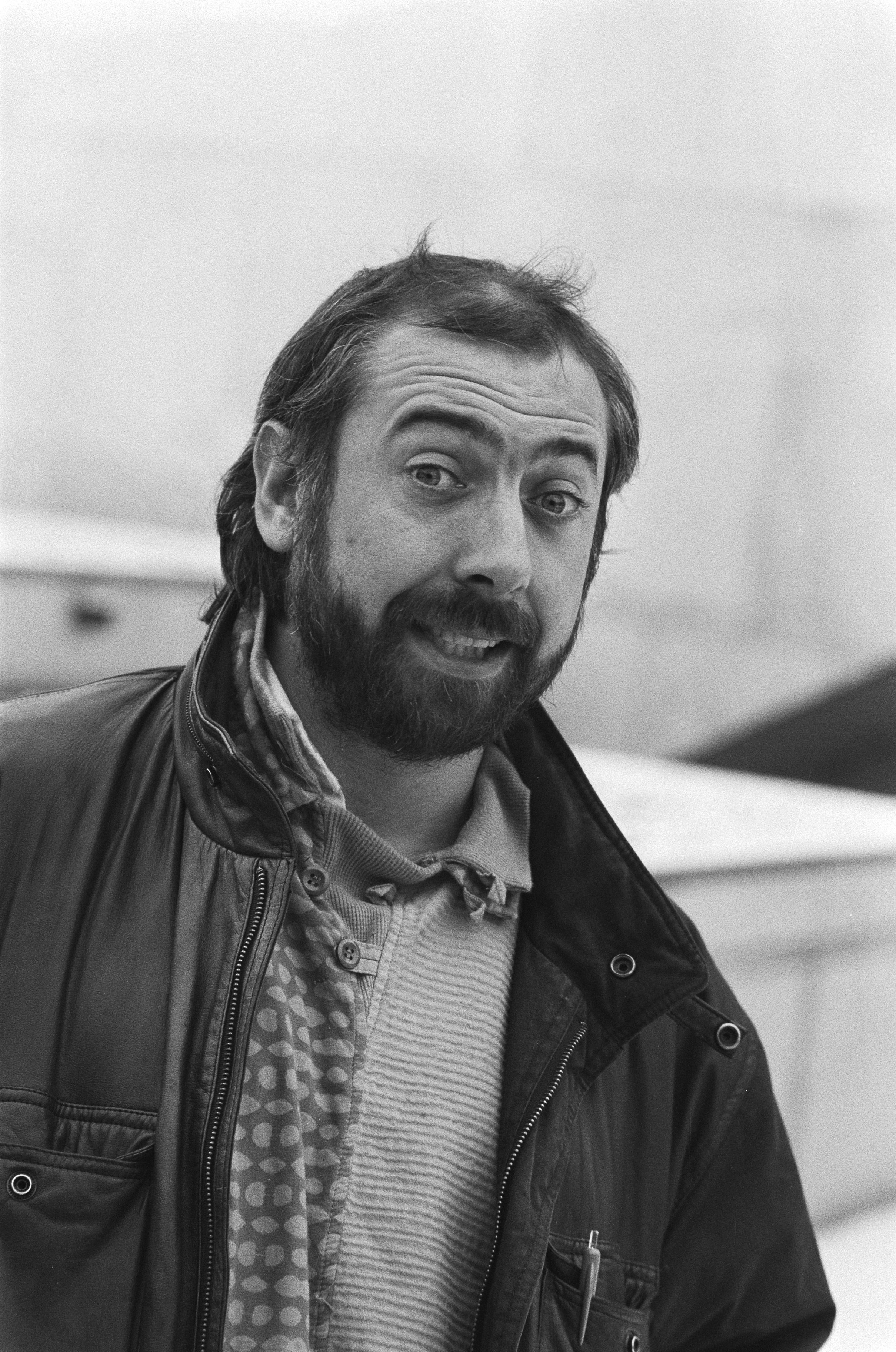
Urbanus,
geboren op 7 juni

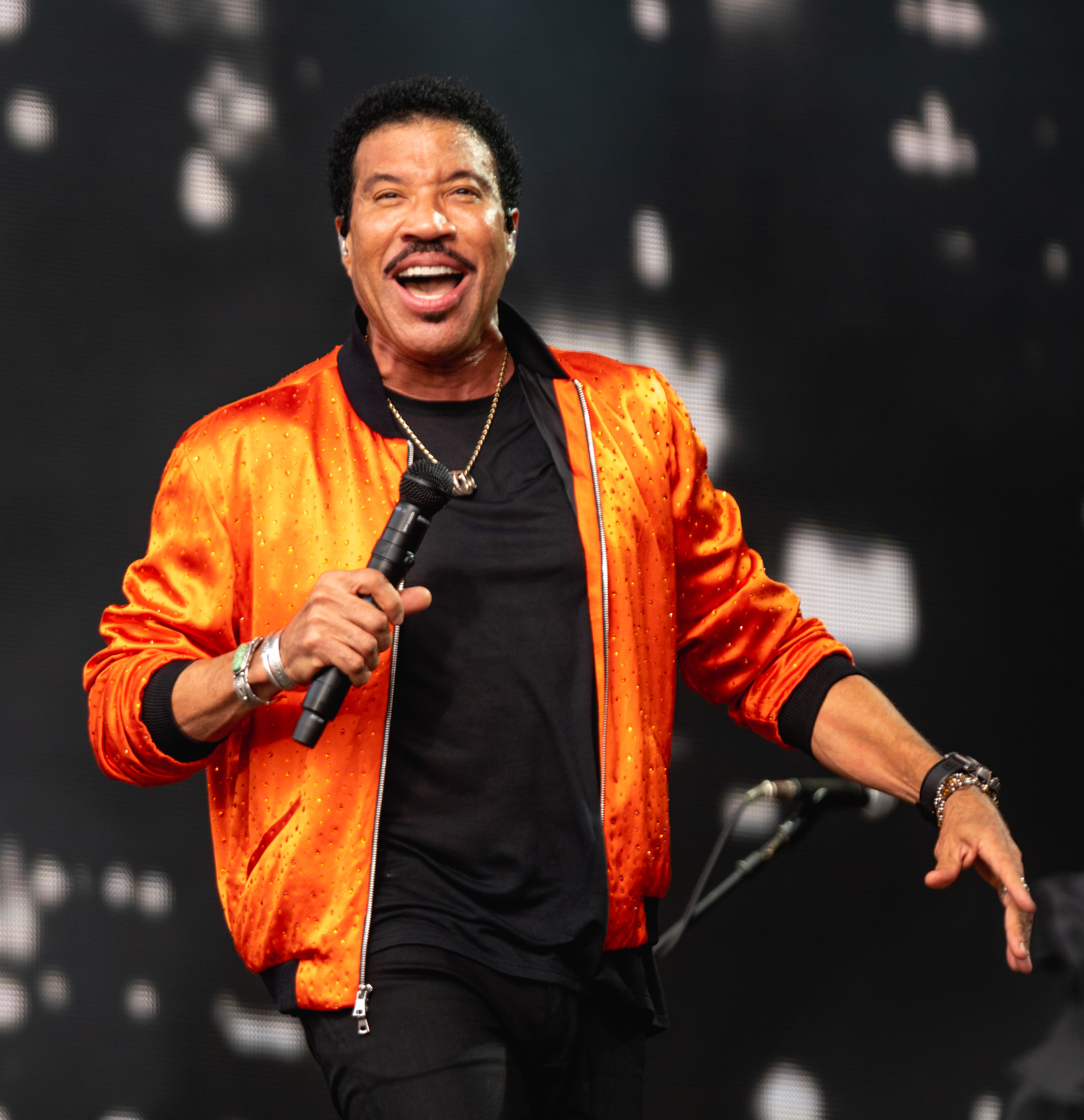
Lionel Richie,
geboren op 20 juni

- 3 - Pedro Zape, Colombiaans voetballer
- 4 - Maria Canins, Italiaans langlaufster en wielrenster
- 4 - Frans Vera, Nederlands bioloog
- 5 - Ken Follett, Brits schrijver
- 6 - Piet Buter, Nederlands voetbaltrainer en sportbestuurder
- 6 - Vitalij Staroechin, Sovjet-Oekraïens voetballer (overleden 2000)
- 7 - Urbanus, Belgisch acteur en komiek
- 8 - Jozef Abelshausen, Belgisch wielrenner
- 8 - Hildegard Falck, Duits atlete
- 8 - Jeanine van Pinxteren, Nederlands politica en kunstenares (overleden 2025)
- 9 - Herbert Flack, Belgisch acteur
- 9 - Francis Monkman, Brits toetsenist (overleden 2023)
- 10 - Kevin Corcoran, Amerikaans acteur (overleden 2015)
- 10 - Frans Lasès - Nederlands grafisch ontwerper en regisseur
- 12 - Ivo Linna, Ests zanger
- 12 - Joke Meijer-Wapenaar, Nederlands keyboardspeelster (Orgel Joke)
- 14 - Alan White, Brits drummer (Yes) (overleden 2022)
- 14 - Carlos Abascal, Mexicaans politicus (overleden 2008)
- 16 - Michael Cramer, Duits politicus
- 16 - Paulo Cézar Caju, Braziliaans voetballer
- 18 - Jarosław Kaczyński, Pools politicus
- 18 - Lech Kaczyński, Pools politicus (overleden 2010)
- 19 - Ryan Crocker, Amerikaans diplomaat
- 19 - Zbigniew Jaremski, Pools atleet (overleden 2011)
- 20 - Gotabaya Rajapaksa, Sri Lankaans politicus; president sinds 2019
- 20 - William Crain, Amerikaans film- en televisieregisseur
- 20 - Lionel Richie, Amerikaans zanger
- 21 - Luís Pereira, Braziliaans voetballer
- 22 - Meryl Streep, Amerikaans actrice
- 22 - Elizabeth Warren, Amerikaans hoogleraar en politica
- 24 - Jan Aling, Nederlands wielrenner (overleden 2020)
- 24 - Brigitte Mohnhaupt, Duits terroriste (Baader-Meinhof)
- 24 - Jan Teeuw, Nederlands organist
- 25 - Brigitte Bierlein, Oostenrijks juriste en politica (overleden 2024)
- 25 - Patrick Tambay, Frans autocoureur (overleden 2022)
- 27 - Vera Wang, Amerikaans kunstschaatsster en modeontwerpster
- 28 - Karel Aalbers, Nederlands voetbalvoorzitter, zakenman en oprichter GelreDome
- 28 - Willem van Dalen, voormalig Nederlands autocoureur
- 28 - Joop Pieëte jr., Nederlands geluidstechnicus en studio-eigenaar (overleden 2014)
- 29 - Lisette Sevens, Nederlands hockeyster
- 30 - Alain Finkielkraut, Frans filosoof en politiek commentator

### juli

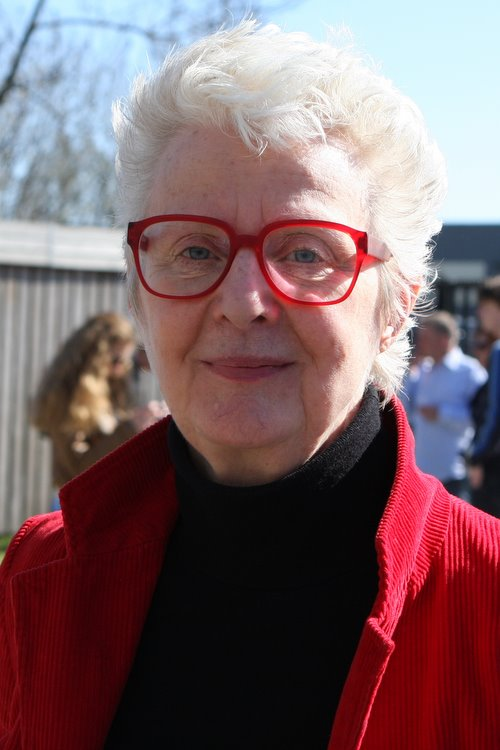
Carry Slee,
geboren op 1 juli

- 1 - Carry Slee, Nederlands jeugdboekenschrijfster
- 2 - Gene McFadden, Amerikaans singer/songwriter en muziekproducent (overleden 2006)
- 2 - Ben Verbong, Nederlands regisseur
- 3 - Viktor Kolotov, Sovjet voetballer en trainer (overleden 2000)
- 4 - Horst Seehofer, Duits politicus
- 4 - Flip Voets, Belgisch journalist (overleden 2024)
- 6 - Jolande Withuis, Nederlands sociologe en schrijfster
- 7 - Shelley Duvall, Amerikaans actrice (overleden 2024)
- 7 - Rieks Swarte, Nederlands acteur, regisseur, poppenspeler en decorontwerper
- 8 - Y.S. Rajasekhara Reddy, Indiaas politicus (overleden 2009)
- 8 - Michel Waisvisz, Nederlands componist en muzikant (overleden 2008)
- 11 - Émerson Leão, Braziliaans voetballer
- 11 - Robert Paul, Nederlands cabaretier en zanger
- 11 - Miikka Toivola,  Fins voetballer
- 13 - Helena Fibingerová, Tsjecho-Slowaaks/Tsjechisch atlete
- 15 - Régis Ghesquière, Belgisch atleet (overleden 2015)
- 15 - Trevor Horn, Amerikaans producent
- 17 - Novica Tadić, Servisch dichter (overleden 2011)
- 20 - Maroesja Ljoebtsjeva, Bulgaars politica
- 22 - Alan Menken, Amerikaans componist
- 22 - Lasse Virén, Fins atleet en politicus
- 24 - Yves Duteil, Frans acteur, componist en zanger
- 24 - Marjanne Sint, Nederlands politica
- 25 - Jef van Vliet, Nederlands voetbalscheidsrechter
- 26 - Thaksin Shinawatra, premier van Thailand
- 26 - Roger Taylor, Brits drummer (Queen)
- 28 - Marc Didden, Vlaams filmregisseur, scenarist, rockjournalist, publicist en columnist
- 28 - Steve Peregrin Took, Brits drummer en singer-songwriter (overleden 1980)

### augustus

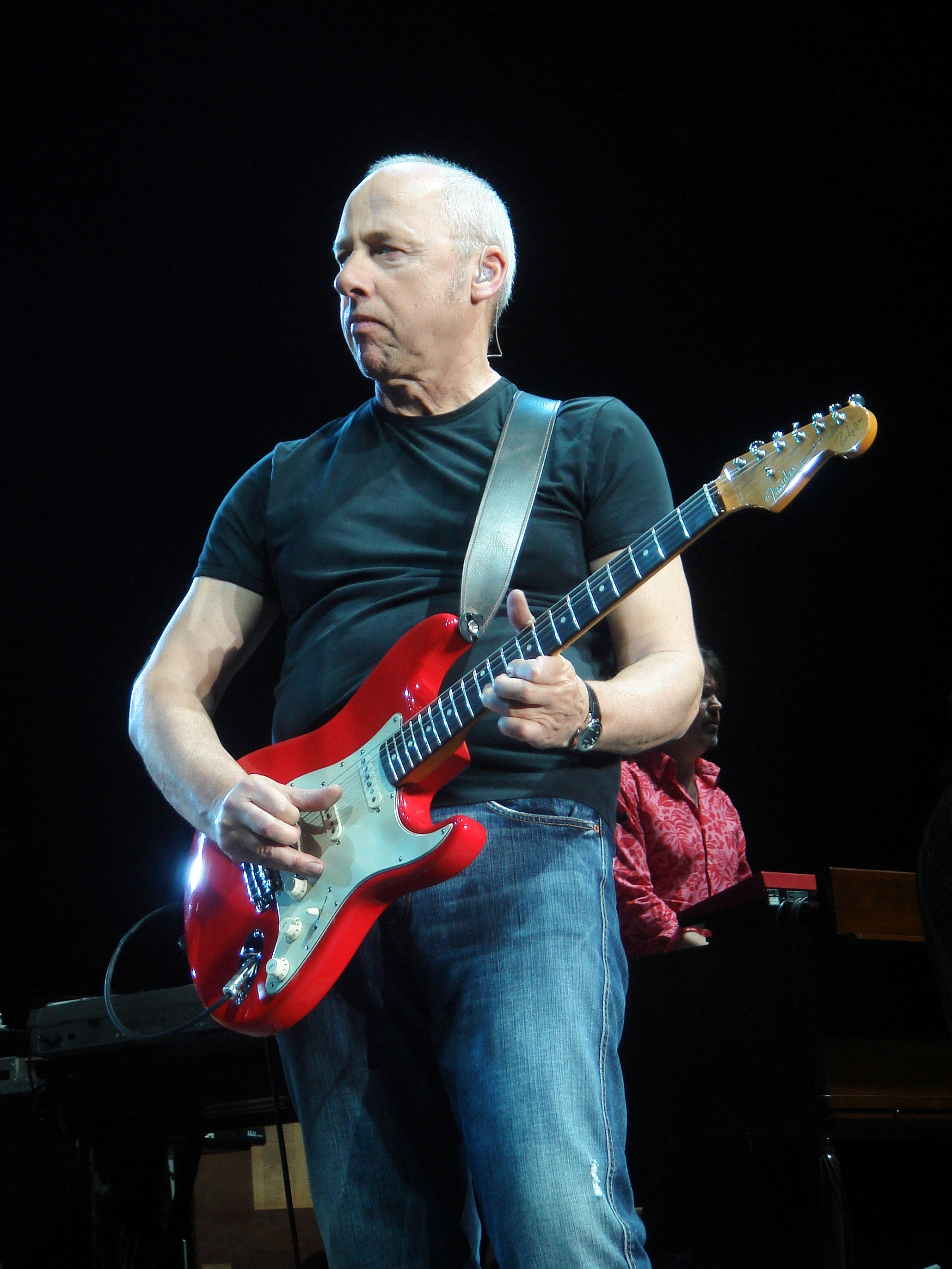
Mark Knopfler,
geboren op 12 augustus

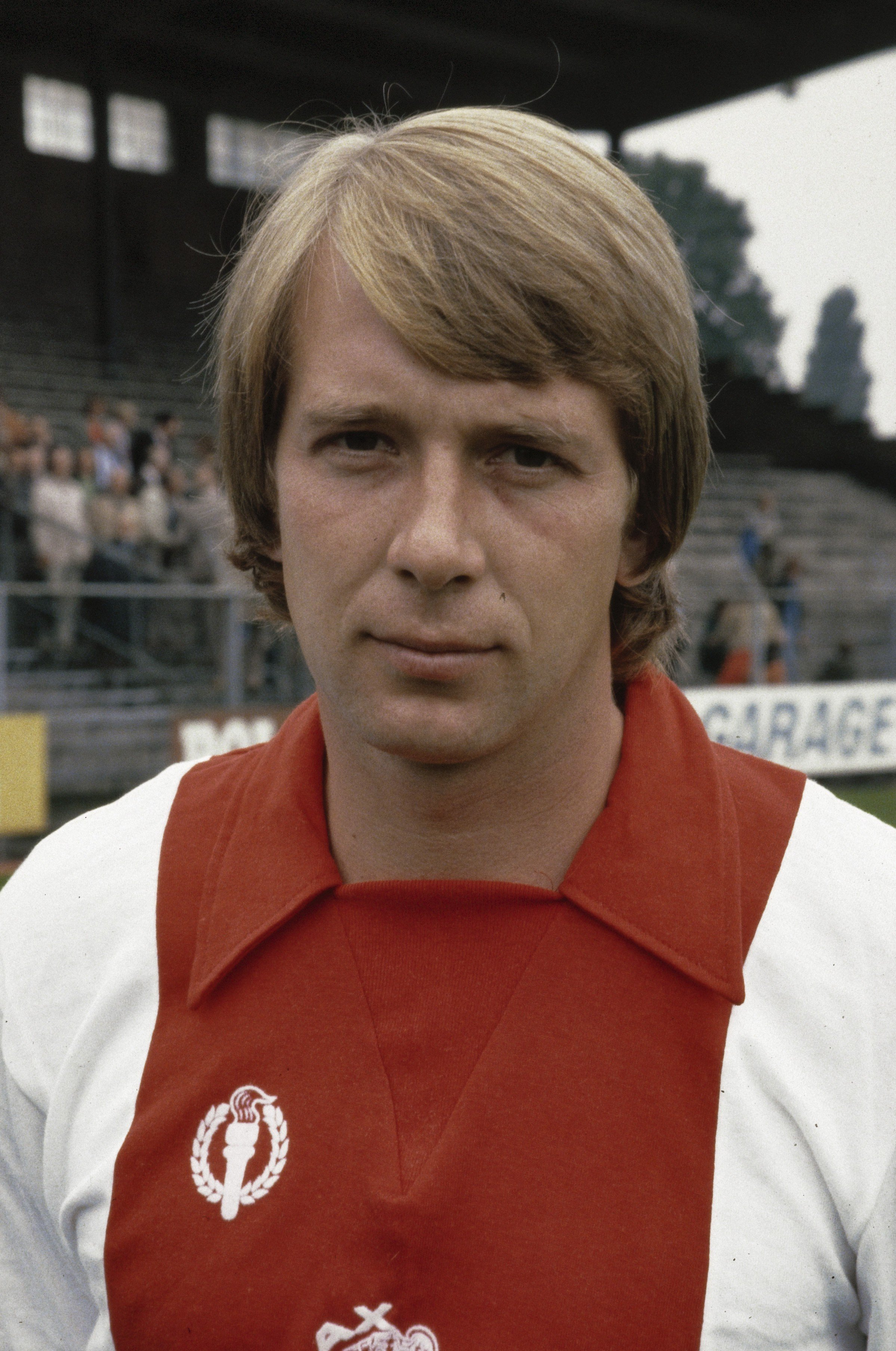
Henning Jensen
geboren op 17 augustus

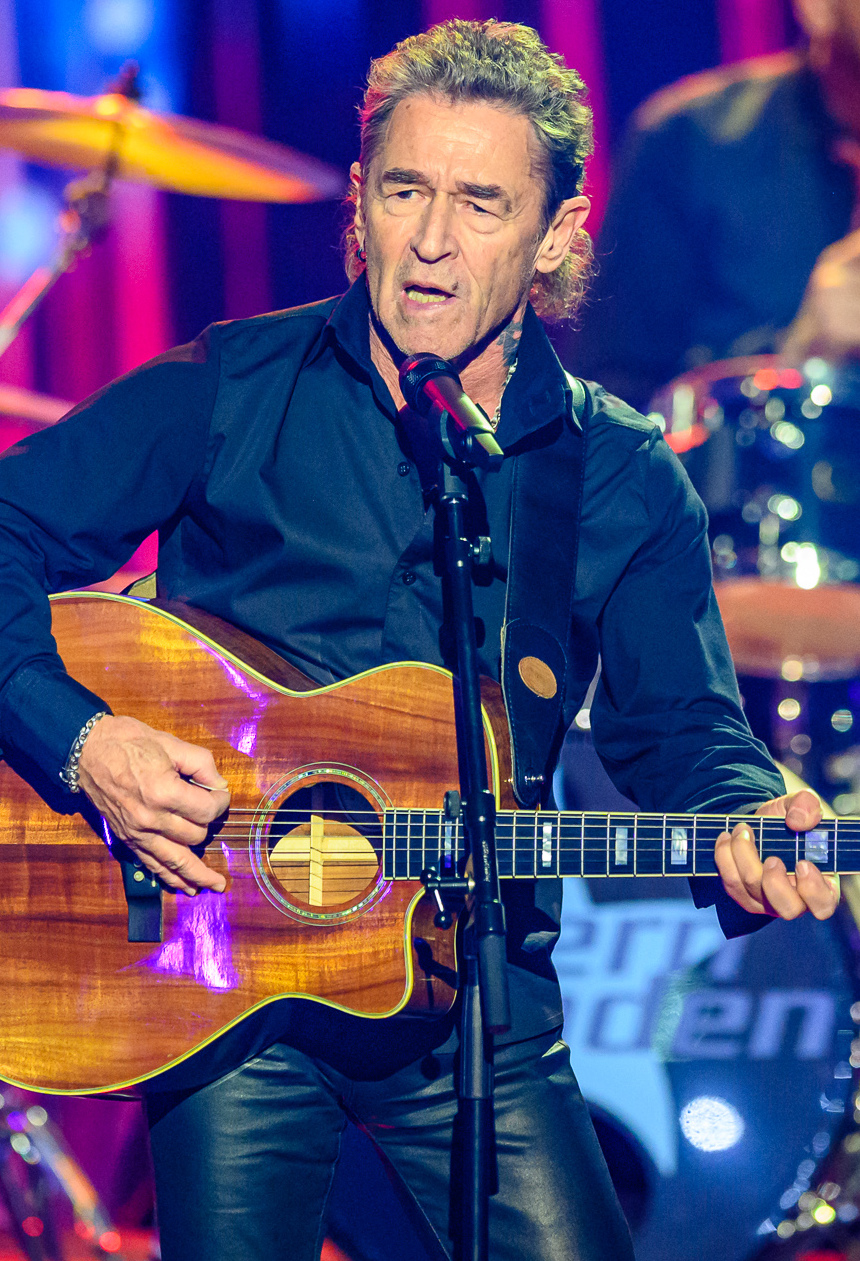
Peter Maffay,
geboren op 30 augustus

- 1 - Koermanbek Bakijev, Kirgisisch politicus
- 1 - Jim Carroll, Amerikaans schrijver en zanger (overleden 2009)
- 1 - André Van de Vyver, Belgisch politicus
- 2 - Roy Andersson, Zweeds voetballer
- 2 - Wietze de Haan, Fries politicus en vakbondsbestuurder
- 5 - Viola Holt, Nederlands tv-presentatrice
- 5 - Rolf Peter Sieferle, Duits historicus, socioloog en politicoloog (overleden 2016)
- 6 - Edu, Braziliaans voetballer
- 6 -  Tom Pitstra, Nederlands politicus
- 8 - Christien Brinkgreve, Nederlands sociologe en publiciste
- 8 - Keith Carradine, Amerikaans filmacteur
- 8 - Joske Van Santberghe, Belgisch atlete
- 10 - Harry Slinger, Nederlands zanger (Drukwerk)
- 11 - Eric Carmen, Amerikaans zanger (overleden 2024)
- 12 - Mark Knopfler, Brits gitarist en zanger (Dire Straits)
- 14 - Morten Olsen, Deens voetballer en voetbalcoach
- 14 - Robert Voorhamme, Belgisch politicus
- 15 - Bob Backlund, Amerikaans professioneel worstelaar en acteur
- 15 - Marga Kool, Nederlands schrijfster, dijkgraaf en Statenlid provincie Drenthe
- 15 - Ralf Schulenberg, Oost-Duits voetballer
- 15 - Phyllis Smith, Amerikaans actrice
- 17 - Julian Fellowes, Brits acteur, regisseur en (scenario)schrijver
- 17 - Henning Jensen, Deens voetballer (overleden 2017)
- 18 - John O'Leary, Iers golfer (overleden 2020)
- 19 - Hans Reygwart, Nederlands voetbalscheidsrechter
- 21 - Dominic Grant, Brits zanger (Guys 'n' Dolls, Grant & Forsythe) (overleden 2020)
- 21 - Keetie van Oosten-Hage, Nederlands wielrenster
- 22 - Jozef van den Berg, Nederlands poppenspeler, acteur en kluizenaar (overleden 2023)
- 22 - Evert Veerman, Nederlands zanger, gitarist, toetsenist en wereldreiziger
- 23 - Shelley Long, Amerikaans actrice
- 25 - Martin Amis, Brits schrijver (overleden 2023)
- 25 - Rijkman Groenink, Nederlands bankier
- 25 - Gene Simmons, Amerikaans bassist (Kiss)
- 26 - Alberto Cardaccio, Uruguayaans voetballer (overleden 2015)
- 26 - Dan Cruickshank, Engels historicus
- 28 - Dennis Davis, Amerikaans drummer (overleden 2016)
- 30 - Stuart Agnew, Brits politicus
- 30 - Peter Maffay, Duits zanger
- 30 - Joeri Samarin, Russisch voorzitter van de stadsraad van volksafgevaardigden van Sverdlovsk
- 31 - Richard Gere, Amerikaans acteur
- 31 - David Politzer, Amerikaans natuurkundige en Nobelprijswinnaar

### september

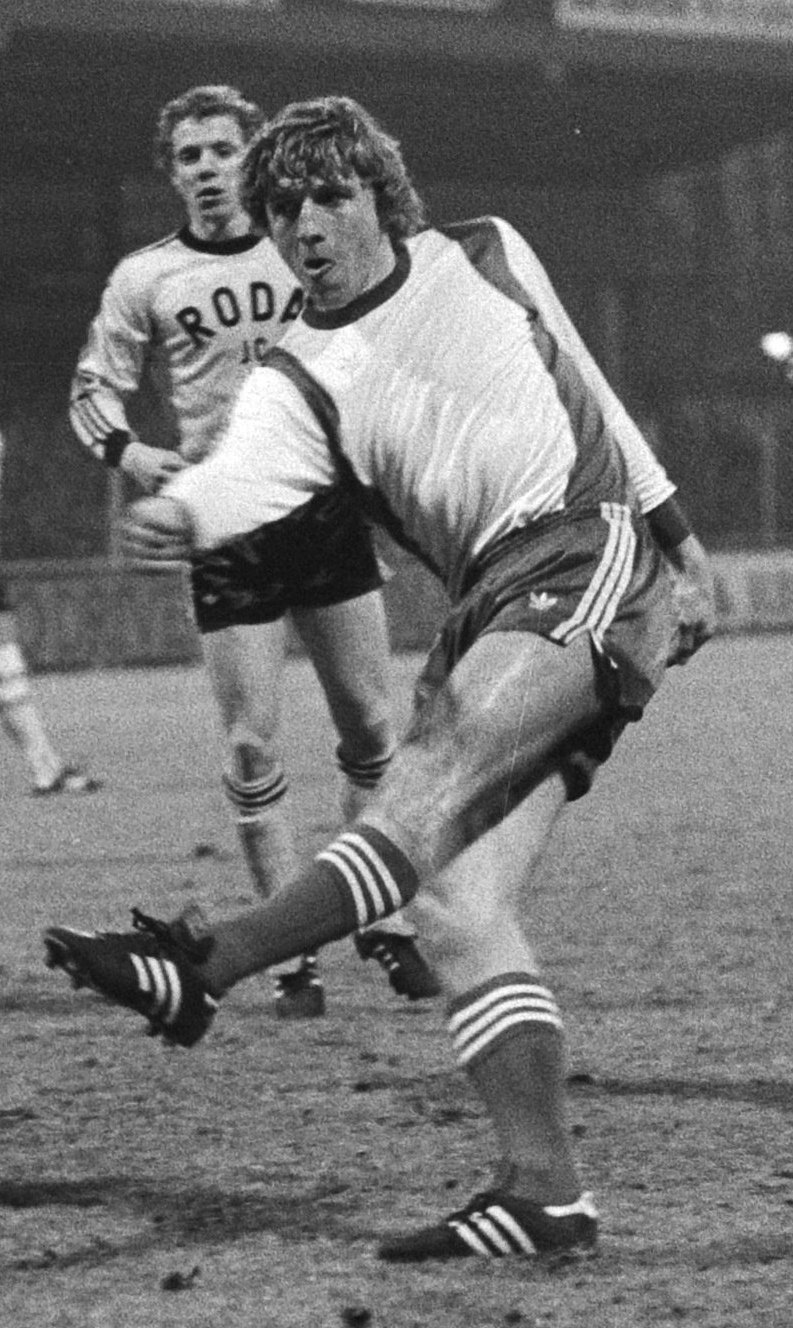
Kristen Nygaard,
geboren op 9 september

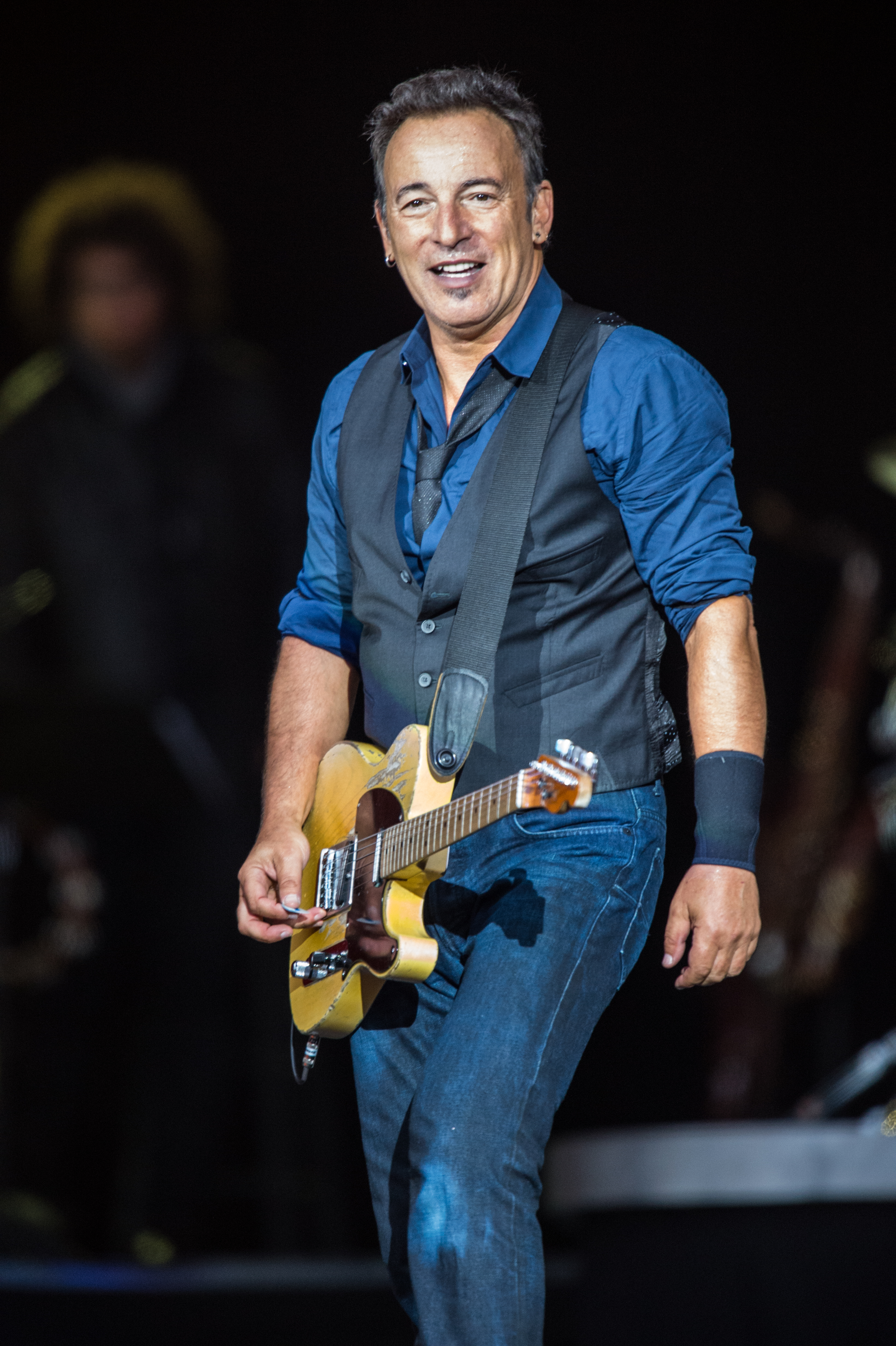
Bruce Springsteen,
geboren op 23 september

- 1 - Jan De Maeyer, Belgisch componist, muziekpedagoog en hoboïst
- 1 - Christien Kok, Nederlands schrijfster
- 1 - Ton Lammers, Nederlands voetbalscheidsrechter
- 2 - Dries Visser, Nederlands voetballer (onder andere Sparta en N.E.C.) (overleden 2006)
- 2 - Albert West, Nederlands zanger (overleden 2015)
- 3 - José Pékerman, Argentijns voetbalcoach
- 5 - Pat McQuaid, Iers wielrenner en sportbestuurder (voorzitter van de UCI)
- 7 - Jan Béghin, Belgisch politicus (overleden 2022)
- 7 - Gloria Gaynor, Amerikaans zangeres
- 7 - Jukka Toivola, Fins atleet (overleden 2011)
- 8 - Bavo Claes, Vlaams journalist
- 9 - Charlie Bird, Iers journalist en presentator (overleden 2024)
- 9 - John Curry, Brits kunstschaatser (overleden 1994)
- 9 - Frank Dragtenstein, Surinaams-Nederlands historicus
- 9 - Kristen Nygaard, Deens voetballer
- 9 - Susilo Bambang Yudhoyono, 6e president van Indonesië
- 10 - Barbara Morrison, Amerikaans soul- en blueszangeres (overleden 2022)
- 10 - Don Muraco, Amerikaans worstelaar
- 10 - Bill O'Reilly, Amerikaans televisiepresentator
- 10 - Patrick Proisy, Frans tennisser
- 10 - Viktor Paskov, Bulgaars schrijver en musicus (overleden 2009)
- 11 - José Carlos da Silva Lemos, Braziliaans voetballer bekend als Caio Cambalhota
- 11 - Leivinha, Braziliaans voetballer
- 11 - Joseph Maraite, Belgisch politicus (overleden 2021)
- 11 - Bill Whittington, Amerikaans autocoureur (overleden 2021)
- 12 - Irina Rodnina, Russisch kunstschaatsster
- 13 - Maria van der Hoeven, Nederlands politica (CDA), minister van Economische Zaken in het kabinet-Balkenende IV
- 13 - Attila Ladinszky, Hongaars voetballer (overleden 2020)
- 14 - Gérard Larcher, Frans politicus
- 14 - Tommy Seebach, Deens muzikant en producer (overleden 2003)
- 15 - Daan Hugaert, Belgisch acteur, vertaler en stemacteur
- 16 - Frans Kusters, Nederlands schrijver (overleden 2012)
- 18 - Mo Mowlam, Brits politica (Labour) (overleden 2005)
- 18 - Peter Shilton, Engels voetballer
- 19 - Anatolij Konkov, Oekraïens voetballer en trainer (overleden 2024)
- 19 - Twiggy Lawson, Brits fotomodel
- 20 - Carlos Babington, Argentijns voetballer
- 20 - Jan Hendriks, Nederlands gitarist (onder andere Doe Maar)
- 23 - Bruce Springsteen, Amerikaans zanger en componist
- 24 - Anders Arborelius, Zweeds kardinaal
- 25 - Pedro Almodóvar, Spaans filmregisseur
- 25 - José De Cauwer, Belgisch wielrenner en VRT-medewerker
- 25 - Clodoaldo Tavares de Santana, Braziliaans voetballer
- 26 - Francis Jardeleza, Filipijns jurist
- 26 - Joerij Jelisejev, Sovjet-Oekraïens voetballer
- 26 - Leopold Van Hamme, Belgisch atleet
- 26 - Minette Walters, Brits thrillerschrijfster
- 27 - Karin Koopman, Nederlands zangeres en klavecinist
- 30 - Jo Coenen, Nederlands architect
- 30 - Arno van der Mark, Nederlands beeldend kunstenaar

### oktober

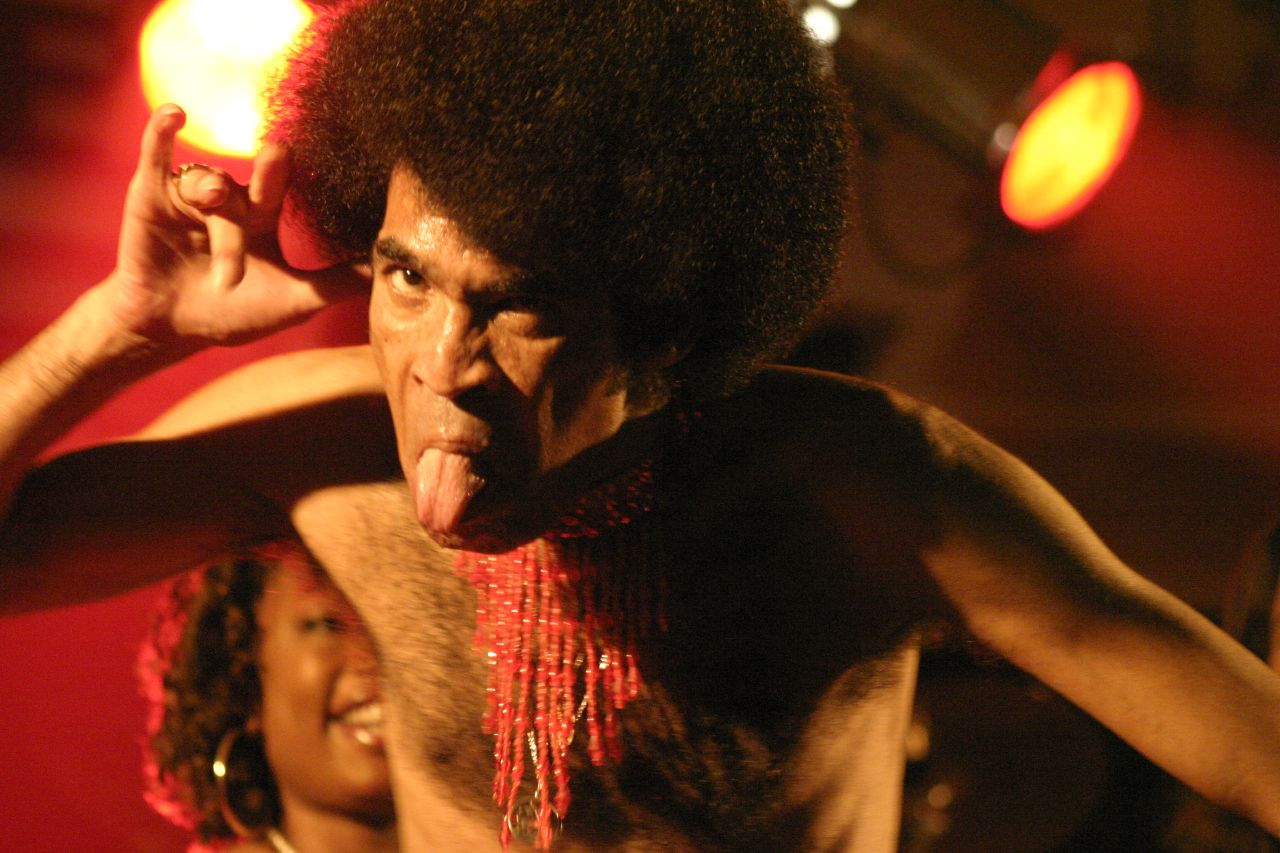
Bobby Farrell,
geboren op 6 oktober

- 1 - Yves Mersch, Luxemburgs bankier
- 1 - André Rieu, Nederlands violist en orkestleider
- 1 - Gerónimo Saccardi, Argentijns voetballer (overleden 2002)
- 2 - Annie Leibovitz, Amerikaans fotografe
- 3 - Lindsey Buckingham, Brits zanger en gitarist (Fleetwood Mac)
- 5 - Klaus Ludwig, Duits autocoureur
- 6 - Bobby Farrell, Arubaans zanger en danser (Boney M.) (overleden 2010)
- 8 - Annelies Verstand, Nederlands politica (D66)
- 8 - Sigourney Weaver, Amerikaans actrice
- 9 - Richard Kalloe, Surinaams politicus
- 9 - Dick Mulderij, Nederlands voetballer (overleden 2020)
- 11 - Werner Pokorny, Duits beeldhouwer (overleden 2022)
- 12 - Jon Anderson, Amerikaans atleet
- 15 - Boualem Sansal, Algerijns schrijver
- 17 - Owen Arthur, Barbadiaans politicus (overleden 2020)
- 17 - Digna Sinke, Nederlands filmmaakster en beeldend kunstenares
- 20 - Valeri Borzov, Sovjet-Russisch/Oekraïens atleet
- 20 - Wayne Collett, Amerikaans atleet (overleden 2010)
- 21 - Benjamin Netanyahu, Israëlisch politicus
- 22 - Stiv Bators, Amerikaans zanger, componist en gitarist (overleden 1990)
- 22 - Michael Bleekemolen, Nederlands autocoureur
- 22 - Pol Goossen, Vlaams acteur
- 23 - Michael Burston, Brits gitarist (overleden 2011)
- 24 - Achilles Cools, Belgisch kunstschilder
- 24 - Robert Pickton, Canadees seriemoordenaar (overleden 2024)
- 26 - Leonida Lari, Roemeens politicus (overleden 2011)
- 28 - Caitlyn Jenner, Amerikaans atleet
- 28 - Volodymyr Onysjtsjenko, Oekraïens voetballer en trainer
- 30 - Paul Tschang In-Nam, Zuid-Koreaans geestelijke
- 31 - Bob Siebenberg, Amerikaans drummer van Supertramp

### november

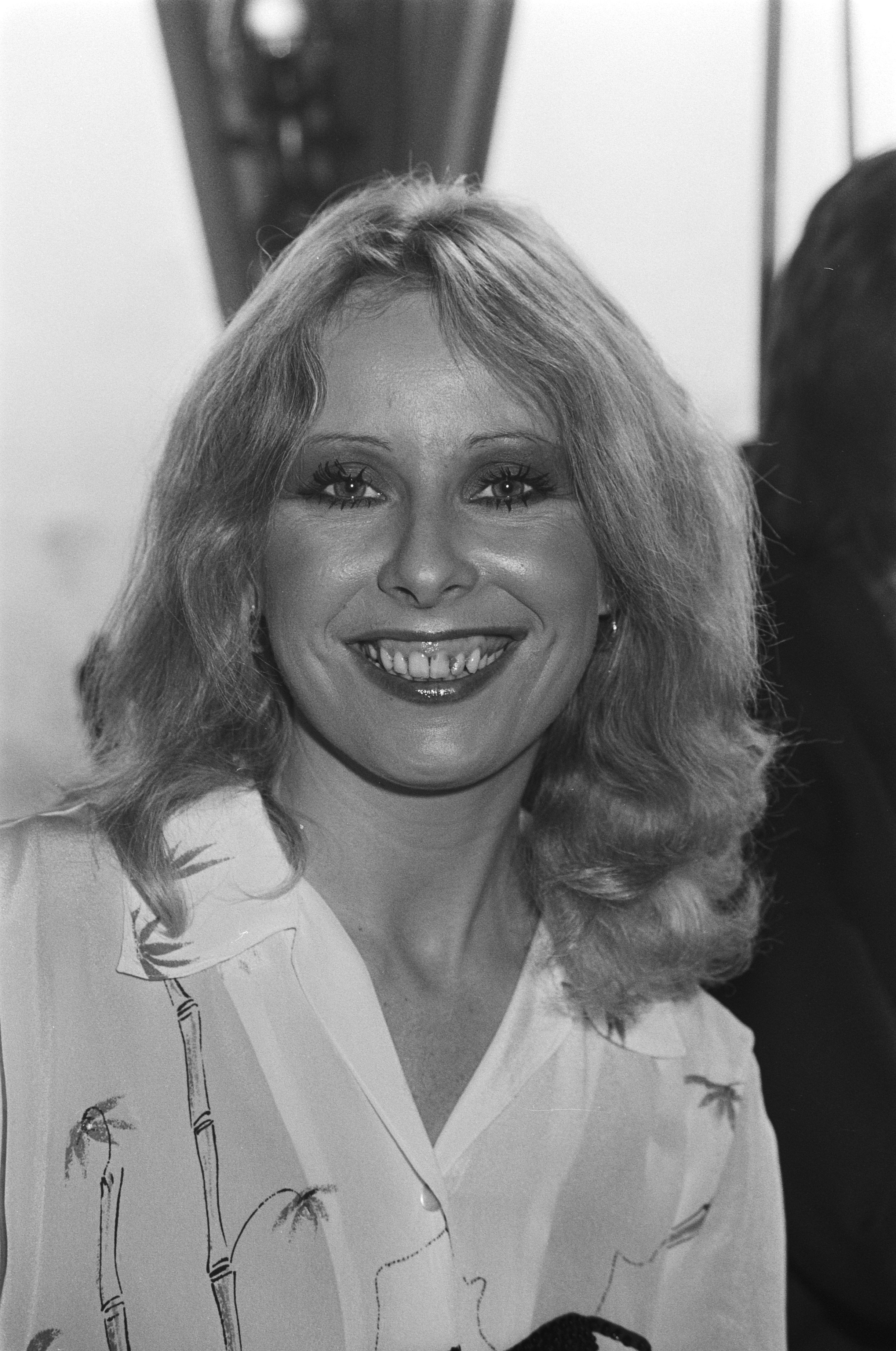
Bonnie St. Claire,
geboren op 18 november

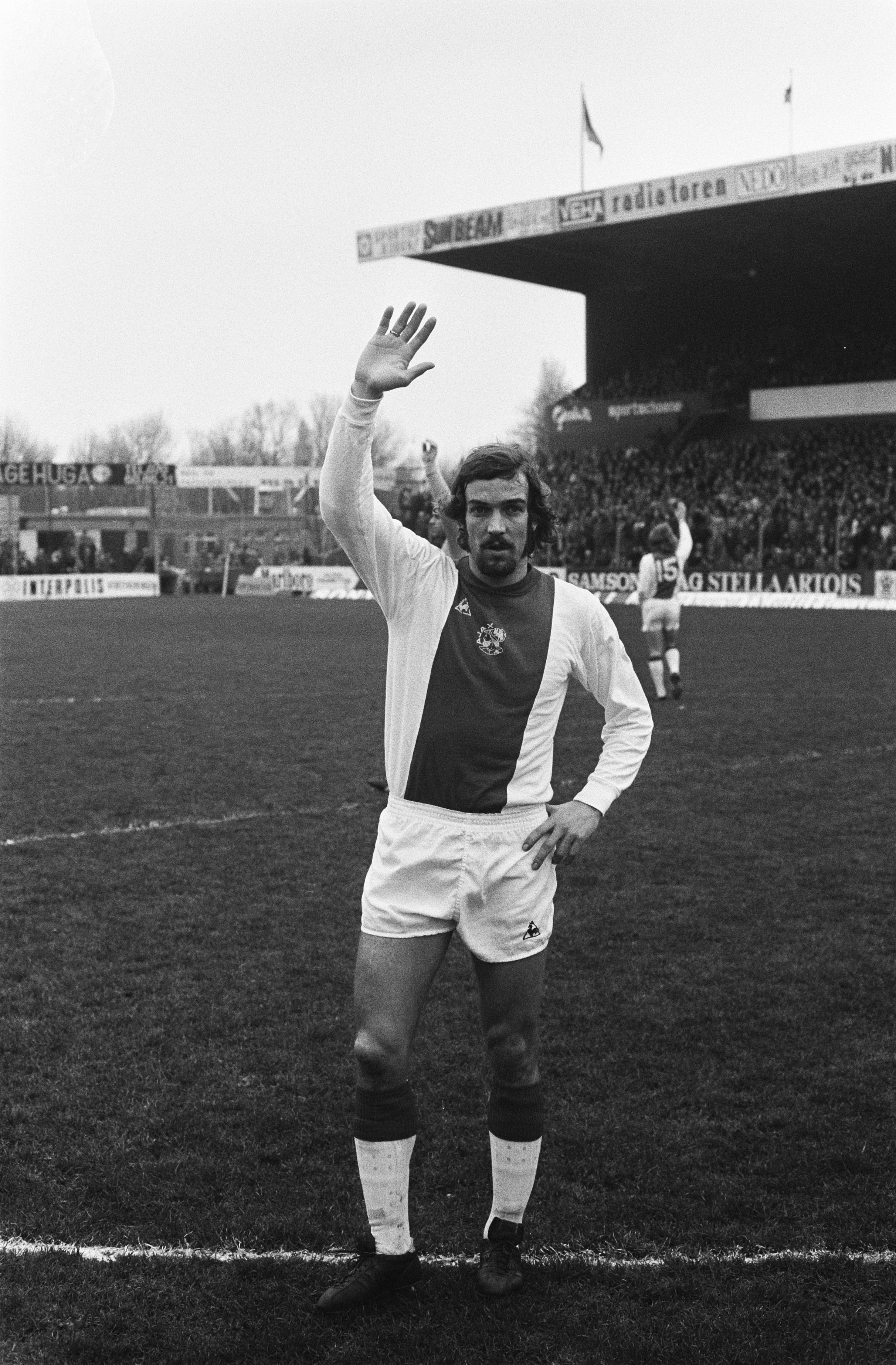
Rene Notten,
geboren op 20 november

- 2 - Alfred Riedl, Oostenrijks voetballer en voetbaltrainer (overleden 2020)
- 3 - Aleksandr Gradski, Russisch rockzanger (overleden 2021)
- 3 - Larry Holmes, Amerikaans bokser, wereldkampioen zwaargewicht
- 3 - Ruth Schleiermacher, (Oost-)Duits langebaanschaatsster
- 3 - Anna Wintour, Brits-Amerikaans redactrice en journaliste
- 5 - Armin Shimerman, Amerikaans acteur
- 6 - Rory Block, Amerikaans zangeres
- 6 - Govert van Brakel, Nederlands radiopresentator
- 7 - Selma Leydesdorff, Nederlands historica en hoogleraar
- 8 - Bonnie Raitt, Amerikaans zangeres
- 8 - Cor Vriend, Nederlands atleet
- 9 - Renate Wouden, Surinaams vakbondsleider en vrouwenrechtenstrijder (overleden 2023)
- 9 - Gerard Tebroke, Nederlands atleet (overleden 1995)
- 10 - Mustafa Denizli, Turks voetbalcoach
- 10 - Ann Reinking, Amerikaans actrice, danseres en choreografe (overleden 2020)
- 11 - Luc De Ryck, Belgisch politicus
- 11 - Ferdi Joly, Nederlands gitarist en saxofonist
- 11 - Dilip Sardjoe, Surinaams ondernemer (overleden 2023)
- 16 - Michel Daerden, Belgisch politicus (overleden 2012)
- 17 - Gert Ligterink, Nederlands journalist en schaker
- 17 - Nguyễn Tấn Dũng - Vietnamees minister-president
- 18 - Bonnie St. Claire, Nederlands zangeres
- 19 - Kieran Phelan, Iers politicus (overleden 2010)
- 20 - Tony Goovaerts, Belgisch atleet
- 20 - René Notten - Nederlands voetballer en voetbal-trainer (overleden 1995)
- 21 - Katrien Seynaeve, Belgisch (jeugd)schrijfster
- 21 - Leo Delcroix, Belgisch politicus (CD&V) (overleden 2022)
- 22 - Klaus-Dieter Neubert, Oost-Duits roeier
- 23 - Charlotte Teske, Duits atlete
- 24 - Pierre Buyoya, Burundees president (overleden 2020)
- 24 - Martin Duiser, Nederlands zanger, songwriter en producent
- 24 - Paul Jungbluth, Nederlands politicus
- 25 - Mario De Marchi, Belgisch atleet
- 25 - Bob Duffey, Amerikaans motorcoureur en stuntman
- 27 - Masanori Sekiya, Japans autocoureur
- 28 - Irene Dick, Curaçaos politica
- 28 - Tommy Engel, Duits muzikant
- 28 - Alexander Godunov, Russisch-Amerikaans acteur, componist en balletdanser (overleden 1995)
- 28 - Gianluigi Stanga, Italiaans wielerploegleider
- 30 - Soewarto Moestadja, Surinaams politicus

### december

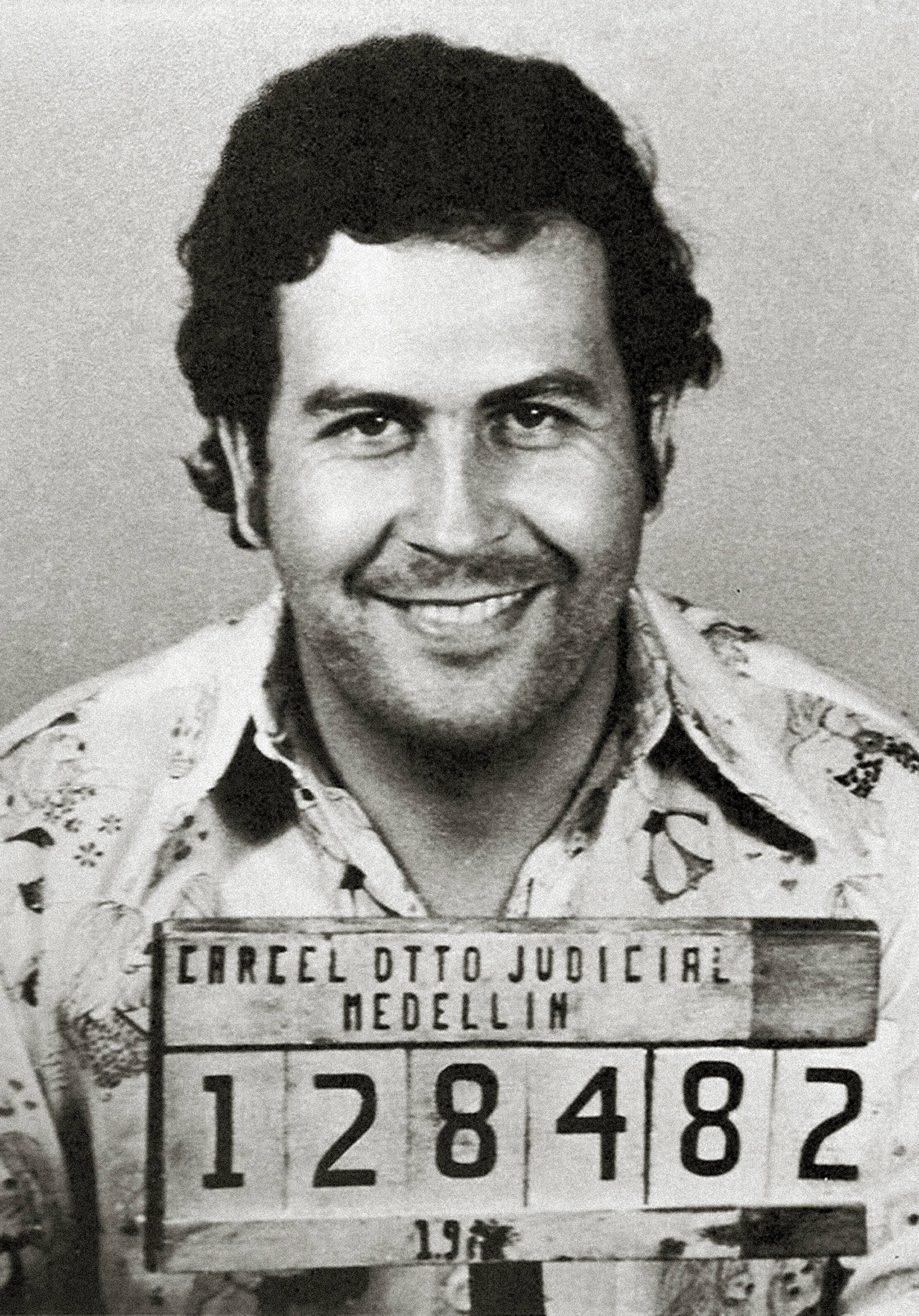
Pablo Escobar,
geboren op 1 december

- 1 - Pablo Escobar, Colombiaans drugsbaron (overleden 1993)
- 1 - Nop Maas, Nederlands literatuurhistoricus
- 1 - Sebastián Piñera, Chileens politicus (overleden 2024)
- 3 - John Akii-Bua, Oegandees atleet (overleden 1997)
- 3 - Heather Menzies, Canadees-Amerikaans model en actrice (overleden 2017)
- 4 - G.G. Anderson, Duits schlagerzanger, componist en muziekproducent
- 4 - Jeff Bridges, Amerikaans acteur
- 4 - Robert Williams, Grieks zanger (overleden 2022)
- 6 - Paul Aerts, Belgisch wielrenner
- 7 - Tom Waits, Amerikaans zanger, componist en pianist
- 8 - Mary Gordon, Amerikaans schrijfster
- 8 - Ray Shulman, Brits bassist (overleden 2023)
- 9 - Lia Willems-Martina, Curaçaos politica (overleden 2021)
- 11 - Christian Hadinata, Indonesisch badmintonner
- 11 - Rafael Antonio Niño, Colombiaans wielrenner
- 13 - Robert Lindsay, Brits acteur
- 13 - Luc Sala, Nederlands ondernemer en publicist (overleden 2023)
- 13 - Tom Verlaine, Amerikaans zanger, songwriter en gitarist (overleden 2023)
- 14 - Jan Mastwijk, Nederlands politicus en kamerlid (CDA)
- 14 - Cliff Williams, Australisch muzikant (AC/DC)
- 15 - Don Johnson, Amerikaans acteur
- 15 - Ton Sijbrands, Nederlands dammer
- 16 - José Ramos-Horta, Oost-Timorees politicus en president; Nobelprijswinnaar in 1996
- 17 - Poul Erik Andreasen, Deens voetballer en voetbalcoach
- 17 - Paul Rodgers, Engels zanger
- 19 - Nasser Hejazi, Iraans voetballer (overleden 2011)
- 19 - Hans-Josef Kapellmann, Duits voetballer
- 21 - Thomas Sankara, Burkinees revolutionair en president (overleden 1987)
- 22 - Manfred Burgsmüller, Duits voetballer (overleden 2019)
- 22 - Robin Gibb, Brits-Australisch zanger (Bee Gees) (overleden 2012)
- 22 - Maurice Gibb, Brits-Australisch zanger (Bee Gees) (overleden 2003)
- 22 - Li Xianting, Chinees kunstcriticus
- 23 - Adrian Belew, Amerikaans gitarist en zanger
- 23 - Ella Vogelaar, Nederlands politica (overleden 2019)
- 25 - Serhei Novikov, Russisch judoka (overleden 2021)
- 25 - Sissy Spacek, Amerikaans actrice en zangeres
- 26 - Pat Matzdorf, Amerikaans atleet
- 27 - Klaus Fischer, Duits voetballer
- 28 - Barbara De Fina, Amerikaans filmproducent
- 29 - Wolle Kriwanek, Duits blues- en rockzanger (overleden 2003)
- 30 - Ruud Hoff, Nederlands geschiedkundige en politicoloog (overleden 2020)

### datum onbekend
- Tetteh Adzedu, Ghanees modeontwerper
- Kick Bras, Nederlands predikant en publicist
- Luzmila Carpio, Boliviaans zangeres en voormalig ambassadeur
- Corinne Dettmeijer, Nederlands juriste
- Ciel Heintz (zie ook Liza van Sambeek), Nederlands publiciste en schrijfster
- Binyomin Jacobs, Nederlands rabbijn
- Tony Martin, Zuid-Afrikaans autocoureur
- Hans Matla, Nederlands antiquaar en uitgever
- Jim Supangkat, Indonesisch beeldhouwer, kunstcriticus en conservator
- Yke Viersen, Nederlands cellist
- Johan Vollenbroek, Nederlands chemicus
- Benedicte Weis, Luxemburgs beeldhouwster en.kunstschilderes